# 普斯托伊萬涅
50°13′34″N 25°29′56″E / 50.22611°N 25.49889°E
普斯托伊萬涅（烏克蘭語：Пустоіванне），是烏克蘭西北部的村莊，隸屬里夫內州的杜布諾區。該村始建於1545年，面積1.14平方公里，海拔高度215米，2001年人口499，人口密度每平方公里438.1人。